# General Câmara
General Câmara är en kommun i Brasilien.   Den ligger i delstaten Rio Grande do Sul, i den södra delen av landet, 1 600 km söder om huvudstaden Brasília. Antalet invånare är 8 452.
Trakten runt General Câmara består till största delen av jordbruksmark. Runt General Câmara är det ganska glesbefolkat, med 32 invånare per kvadratkilometer.